# حقل مرتفع
في الزراعة، المنصة المرتفعة أو الحقل المرتفع هو عبارة عن منطقة مرتفعة كبيرة مزروعة تسمح للزارع بالتحكم في بعض العوامل البيئية مثل الفيضان. ويمكن العثور على أمثلة للحقول المرتفعة بين بعض الحضارات قبل الإسبانية في أمريكا اللاتينية، مثل بعض الحضارات التي كانت موجودة في الأراضي المنخفضة الاستوائية وشعب المابوتشي في بحيرة بودي.